# 鞘師里保
鞘師里保（日语：／ Sayashi Riho，1998年5月28日—），日本女子偶像團體「早安少女組。」的原成員（9期生），暱稱是Yasshi，血型AB型，身高155.6cm。幼年時期即加入廣島演藝學校（アクターズスクール広島），為該校12期生。曾為早安少女組的王牌，是第一主唱與領舞，後於2015年12月31日畢業，當時仍隸屬於演藝經紀公司UP-FRONT AGENCY旗下，2018年12月7日合約到期後離開原有的事務所。2020年9月加入日本音樂娛樂並且宣佈藝能活動再開。

## 個人簡歷

### ASH時期
2005年春，開始活躍於廣島縣的藝能事務所Actor's School Hiroshima，屬ASH第12期生。
- 2005年3月13日參與第12回發表會，第4部份SPASSO。
- 2005年9月11日參與第13回發表會，第5部份、第17部份MEGANE。
- 2006年3月12日參與第14回發表會：
  - 第12部份
  - 第17部份
  - 第26部份
- 2006年9月17日參與第15回發表會：
  - 第7部份
  - 第14部份
  - 第18部份
- 2008年9月21日參與第19回發表會，鞘師共佔六個部份，當中包括以「Solo audition合格者」名義獨唱一曲。
- 2009年3月22日參與第20回發表會，鞘師再次佔去六個部份，並再以「Solo audition合格者」名義獨唱一曲。

### 2010
- 5月21日，於UFA與BS-TBS合辦的「Jc&Jk女子中高生女優audition」中成為合格者之一，其餘4人分別是加藤優實、南寧寧、土方穗乃花及山田夏子。5位合格者亦與早安成員及辰巳琢郎一同合照[4]。鞘師其後亦從ASH畢業。[5]
- 6月，於早安舞台劇《Fashionable》出演。
- 8月8日，淳君決定重新舉辦「早安少女組。」新成員選拔[6]。

### 2011
- 1月2日，於早安家族演唱會『Hello! Project2011 WINTER ～歓迎新鮮まつり～』中，發表九期合格者為生田衣梨奈、鞘師里保、鈴木香音，同期加入的還有譜久村聖[7]。
- 3月23日，預定發行出道曲『まじですかスカ！』（因2011年3月11日的日本大地震延至4月6日發行[8]）。
- 8月27日，發行第一本個人寫真集『さやしりほ』[9]。

### 2012
- 1月3日，與Hello! Project合作參演「數學♥女子學園」。
- 7月20日，於官方網站更新，由鞘師里保與和田彩花組成SATOYAMA movement新組合『ピーベリー』，並將發行單曲販售[10]。
- 7月29日，因診斷出「右坐骨神経痛」而未出演『Hello! Project 2011 SUMMER』夏季演唱會[11]。
- 8月27日，發行第二本個人寫真集『アンドゥトゥア』[12]。
- 9月10日，モーニング娘。9期部落格「Qブログ」開設[13]。

### 2013
- 3月26日，ハロ！ステ的固定節目上，初次演唱Solo曲「ふるさと」。
- 8月21日，於Youtube官方網站上釋出宣傳短片「1／娘。　モーニング娘。 鞘師里保」[14]。
- 11月25日，發行第三個人寫真集『太陽』。

### 2014
- 6月5日，演出舞台劇「ＬＩＬＩＵＭ－リリウム　少女純潔歌劇－」。

### 2015
- 2015年10月29日，宣布於12月31日從早安少女組。畢業。

### 2016
- 前往海外留學。

### 2020
- 宣佈加入日本音樂娛樂並且重啟藝能活動。

## 人物
- 在第3次審查時選擇以自選舞蹈代替唱歌。[15]應援色為紅色。
- 擅長跳舞，甄選時即表演過難度高的舞蹈，也曾與十期的石田亞佑美在節目中和Fairies PK舞蹈[16]。
- 合宿時表現出虛心受教的內在性格，例如在練習一曲時被marron老師責備後，鞘師一直默默地獨自躲在一角苦練唱功。首度露面已被傳媒形容她有大將之風[17]，但淳君對鞘師的取態卻保持低調。[18]
- 特技是「姆指可以很彎」。[19]
- 特技是書法，取得了第六級書法檢定[20]。並說希望上高中後能拿到書道教師的證照[21]。
- 比她年長的松岡茉優是她的狂熱粉絲；她在整人節目中的突然出現答謝，讓松岡茉優喜極而泣，她更以現場書法贈予松岡茉優並擁抱之。
- 特技是劍玉。[19]
- 喜歡的食物：桃子、魚、壽司、牡蠣、辣雞翅、抹茶。[22]
- 喜歡的說話：「一期一會」，原因是想珍惜和每個人的相遇。[23]
- 苗姓「鞘師」在日本相當罕見，起源自姬路城製作刀鞘的工匠，至21世紀初僅50人左右，叔父是原日本職棒廣島隊的外野手鞘師智也。[24]

## 戲劇演出

### 電視劇
- 数学女子学园（2012年1月11日 - 3月28日、日本電視台）－飾演 永田沙奈
- Anonymous-鍵盤殺人對策室- 第5話（2021年2月22日、東京電視台）－飾演 山名栞
- 名偵探主廚 第7話（2021年7月19日、東京電視台）－飾演 遙香
- 準教授・高槻彰良的推測 第5話（2021年9月4日、富士電視台）－飾演 桂木奈奈子
- 我的可愛已經快到有效期限!?（2022年4月16日 - 6月11日、朝日電視台）－飾演 森保莉子
- 因為我很大咧咧（2023年1月9日 - 2月9日、NHK綜合）－飾演 木內靜江
- 麵味露一人飯（2023年4月1日 - 6月24日、BS松竹東急）－ 主演 面堂露
  - 麵味露一人飯2（2024年10月2日 - 12月25日、BS松竹東急）
- 我的美女化停不下來！？（2023年4月6日 - 5月25日、東京電視台）－飾演 原口苺美
- 請接受我的推薦（2024年1月11日 - 3月14日、東京電視台）－ 主演 朋太子由壽
- 運送屋 最終話（2024年3月2日、東京電視台）－飾演 朋太子由壽
- 失憶殺人（2025年2月22日、NHK BS）－飾演 奧田沙苗
- 小圓26歲，是名實習醫生！ 第9話・最終話（2025年3月11日・3月18日、TBS）－飾演 吉岡明日香

### 舞台劇
- リボーン〜命のオーディション〜（2011年10月8日 - 17日、全労済ホール スペースゼロ）
- ステーシーズ 少女再殺歌劇（2012年6月6日 - 12日、全労済ホール スペース・ゼロ）
- 「ごがくゆう」（2013年6月12日～6月17日、新宿紀伊國屋サザンシアター；6月22日～6月23日大阪シアターBRAVA!）
- 「ＬＩＬＩＵＭ－リリウム　少女純潔歌劇－」（2014年6月5日～15日、サンシャイン劇場）
- 音楽朗読劇『黒世界』（2020年9月20日～10月4日、10月14日～10月20日）

### 電影
- シェアハウス（2011年11月12日、監督－喜多一郎）

## 電視節目
- 美女學（2011年1月6日～2011年4月14日，東京電視台）
- ハロプロ!TIME（2011年4月21日～2012年5月31日，東京電視台）
- ハロー!SATOYAMAライフ（2012年6月21日～2013年12月27日，東京電視台）
- The Girls Live（2014年1月9日～，東京電視台）

## 廣播節目
- RIHO-DELI（2011年4月3日～、日曜16:30 - 16:53、FM-FUJI）
- モーニング娘。のモーニング女学院～放课後ミーティング～ （2012年～ ラジオ日本）

## DVD
- さやし りほ～Greeting～（2011年8月31日、Zetima）
- RIHO（2012年1月20日、e-LineUP!、e-Hello!シリーズ）
- ひゃっっほ～い♪（ ′θ`）ノ（2012年9月26日、Zetima）
- snowdrop（2013年3月28日、アップフロントワークス）
- Riho's Fashion Archive（2014年3月12日、アップフロントワークス）
- sixteen（2015年4月8日、Zetima）

## 書籍
- モーニング娘。 15th Anniversary Photobook ZERO（2013年9月30日）

### 寫真集

#### 個人
- 2011年8月27日 - さやしりほ（ワニブックス、撮影：渡辺达生）
- 2012年8月27日 - アンドゥトゥア（ワニブックス、攝影：西田幸樹）
- 2013年11月27日- 太陽（ワニブックス、攝影：佐藤裕之）
- 2015年3月25日 - 十六歳（ワニブックス、攝影：西田幸樹）

#### 團體
- 2012年9月10日 - モーニング娘。9・10期 1st official Photo Book （ワニブックス）
- 2012年12月16日 - 「アロハロ！モーニング娘。9期寫真集」（キッズネット（角川グループパブリッシング））

## 所屬團體
- 早安少女组。（2011年1月2日～2015年12月31日）
- ピーベリー（SATOYAMA）（2012年～）

## 外部連結
- 鞘師里保 Riho Sayashi的Instagram帳戶
- 鞘師里保 公式プロフィール （页面存档备份，存于）
- 鞘師里保 Youtube Official （页面存档备份，存于）